# Torre de Moncorvo
Torre de Moncorvo est une municipalité (en portugais : concelho ou município) du Portugal, située dans le district de Bragance et la région Nord. La commune est jumelée avec  Gournay-sur-Marne (France), depuis le 14 octobre 2017.

## Géographie
Torre de Moncorvo est limitrophe :
- au nord, de Vila Flor, Alfândega da Fé et Mogadouro,
- à l'est et au sud-est, de Freixo de Espada à Cinta,
- au sud-ouest, de Vila Nova de Foz Côa,
- à l'ouest, de Carrazeda de Ansiães.

## Histoire
Le statut de municipalité a été octroyé par charte du roi Sanche II, en 1225.

## Démographie
| 1801  | 1849  | 1900   | 1930   | 1960   | 1981   | 1991   | 2001  | 2004  |
| ----- | ----- | ------ | ------ | ------ | ------ | ------ | ----- | ----- |
| 6 575 | 8 496 | 15 701 | 16 155 | 18 741 | 13 674 | 10 969 | 9 919 | 9 408 |

| 2011  | 2017  | - | - | - | - | - | - | - |
| ----- | ----- | - | - | - | - | - | - | - |
| 8 572 | 9 408 | - | - | - | - | - | - | - |

## Subdivisions
La municipalité de Torre de Moncorvo groupe 17 paroisses (freguesia, en portugais) :
- Açoreira
- Adeganha
- Cabeça Boa
- Cardanha
- Carviçais
- Castedo
- Felgar
- Felgueiras
- Horta da Vilariça
- Larinho
- Lousa
- Maçores
- Mós
- Peredo dos Castelhanos
- Souto da Velha
- Torre de Moncorvo
- Urros

## Spécialité
La ville est connue pour ses « amêndoas cobertas », sortes de pralines.